# Premonition (Survivor)
Premonition è il secondo album dei Survivor, uscito nel 1981. L'album accrebbe la popolarità della band grazie alla hit Poor Man's Son, che si piazzò al 33º della Billboard Hot 100; questa fu anche la canzone da cui la band prese spunto per la composizione di Eye of the Tiger. Infatti Sylvester Stallone, amico della band, ascoltò il brano e chiese alla band di comporre un pezzo simile per la colonna sonora del film Rocky III. Altra hit dell'album fu la ballad Summer Nights che si piazzò 62º in classifica e affermò Dave Bickler come cantante. L'album vide anche l'entrata nel gruppo del bassista Stephan Ellis e del batterista Marc Droubay.

## Tracce
1. Chevy Nights
2. Summer Nights
3. Poor Man's Son
4. Runaway Lights
5. Take You On A Saturday
6. Light Of A Thousand Smiles
7. Love Is On My Side
8. Heart's A Lonely Hunter

## Formazione
- Dave Bickler - voce
- Frankie Sullivan - chitarra elettrica
- Jim Peterik - chitarra e tastiere
- Daryl Dragon - tastiere
- Stephan Ellis - basso elettrico
- Marc Droubay - batteria